# Wiedźmin (filme)
Wiedźmin (lançado mundialmente como The Hexer) é um filme polonês de 2001 dirigido por Marek Brodzki, roteirizado por Michał Szczerbic e estrelado por Michał Żebrowski. Seu enredo é baseado na série de livros homônima escrita por Andrzej Sapkowski.
O filme é, basicamente, a série de televisão de mesmo nome (até então não lançada) condensada em um corte de cerca de 2 horas de duração, o qual recebeu diversas avaliações negativas tanto dos fãs quanto dos críticos especializados, com o próprio Andrzej Sapkowski, em uma entrevista, manifestando negativamente sua opinião sobre o filme: "Eu só posso responder com uma única palavra, e ela é bastante obscena, embora curta". "Como sou um polonês católico e estamos quase na páscoa, não posso proferir palavrões", completou.
A determinada série, de 13 episódios, estreou no ano seguinte, conseguindo mostrar-se muito mais coerente com os livros do que o filme, embora ainda considerada um fracasso, principalmente pela má reputação do longa. No entanto, os críticos elogiaram a trilha sonora de ambas as obras, realizada por Grzegorz Ciechowski.

## Enredo
O filme e a série de TV foram ambos vagamente baseados no enredo da série de livros Wiedźmin (conhecida como The Witcher), de Andrzej Sapkowski.

## Elenco
- Michał Żebrowski como Geralt de Rívia
- Zbigniew Zamachowski como Dandelion
- Maciej Kozłowski como Falwick
- Tomasz Sapryk como Dermot Marranga
- Kinga Ilgner como Renfri
- Grażyna Wolszczak como Yennefer
- Ewa Wiśniewska como Calanthe
- Andrzej Chyra como Borch Three Jackdaws
- Anna Dymna como Nenneke
- Agata Buzek como Pavetta
- Jarosław Boberek como Yarpen Zigrin
- Dorota Kamińska como Eithne
- Wojciech Duryasz como Velho Bruxo
- Józef Para como Druida de Kaer Morhen
- Daniel Olbrychski como Filavandrel